# Eurytaphria puratilineata
Eurytaphria puratilineata är en fjärilsart som beskrevs av George Francis Hampson 1895. Eurytaphria puratilineata ingår i släktet Eurytaphria och familjen mätare. Inga underarter finns listade i Catalogue of Life.